# 安德烈·塔迪厄

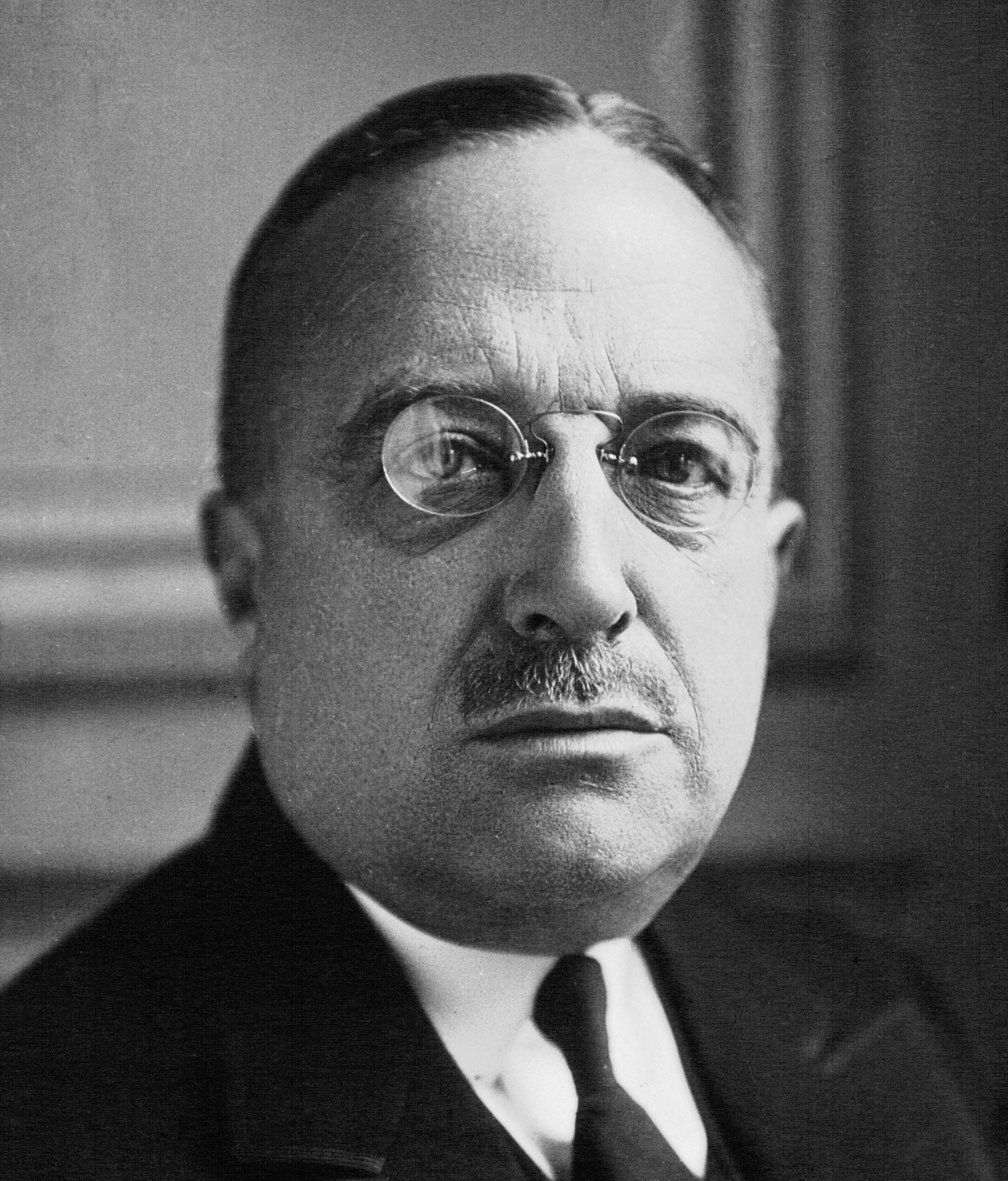
安德烈·塔迪厄

安德烈·皮埃尔·加布里埃尔·阿梅代·塔迪厄（法語：André Pierre Gabriel Amédée Tardieu，法語發音：[ɑ̃dʁe pjɛʁ ɡabʁijɛl amede taʁdjø]；1876年9月22日—1945年9月15日）生于巴黎，卒于芒通，法國政治家。
上層中產階級家庭出身，曾在巴黎高等師範學校學習。三次出任法国总理(1929年11月3日 - 1930年2月17日; 1930年3月2日 - 12月4日; 1932年2月20日 - 5月10日)
| 前任: 白里安 Camille Chautemps 皮埃尔·赖伐尔 | 法国总理 1929-1930 1930 1932 | 继任: Camille Chautemps Théodore Steeg 赫里欧 |